# 無人機表演

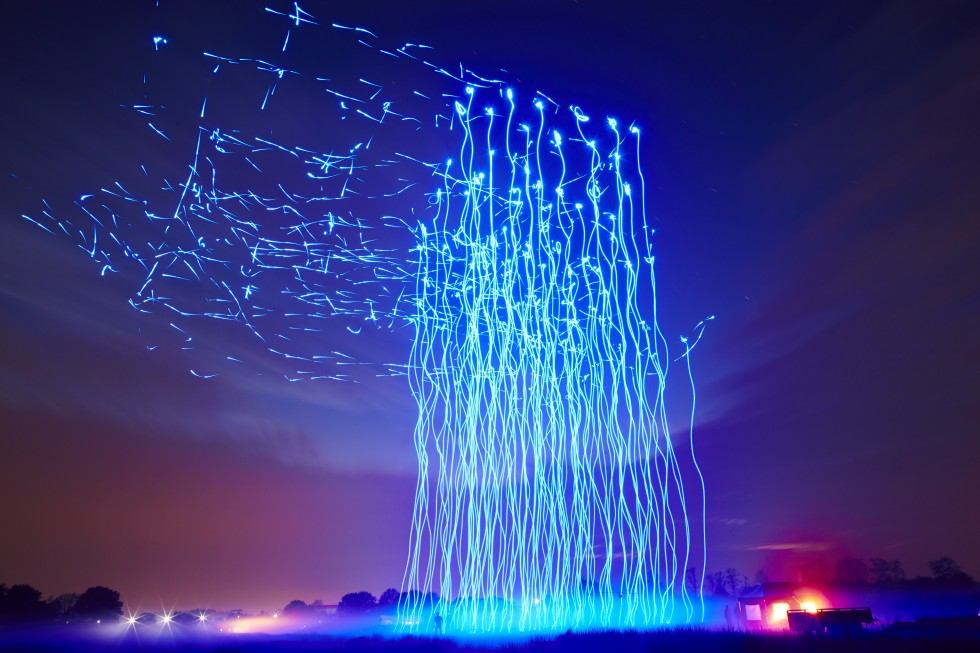
2015年英特爾使用一百架無人機組成的表演

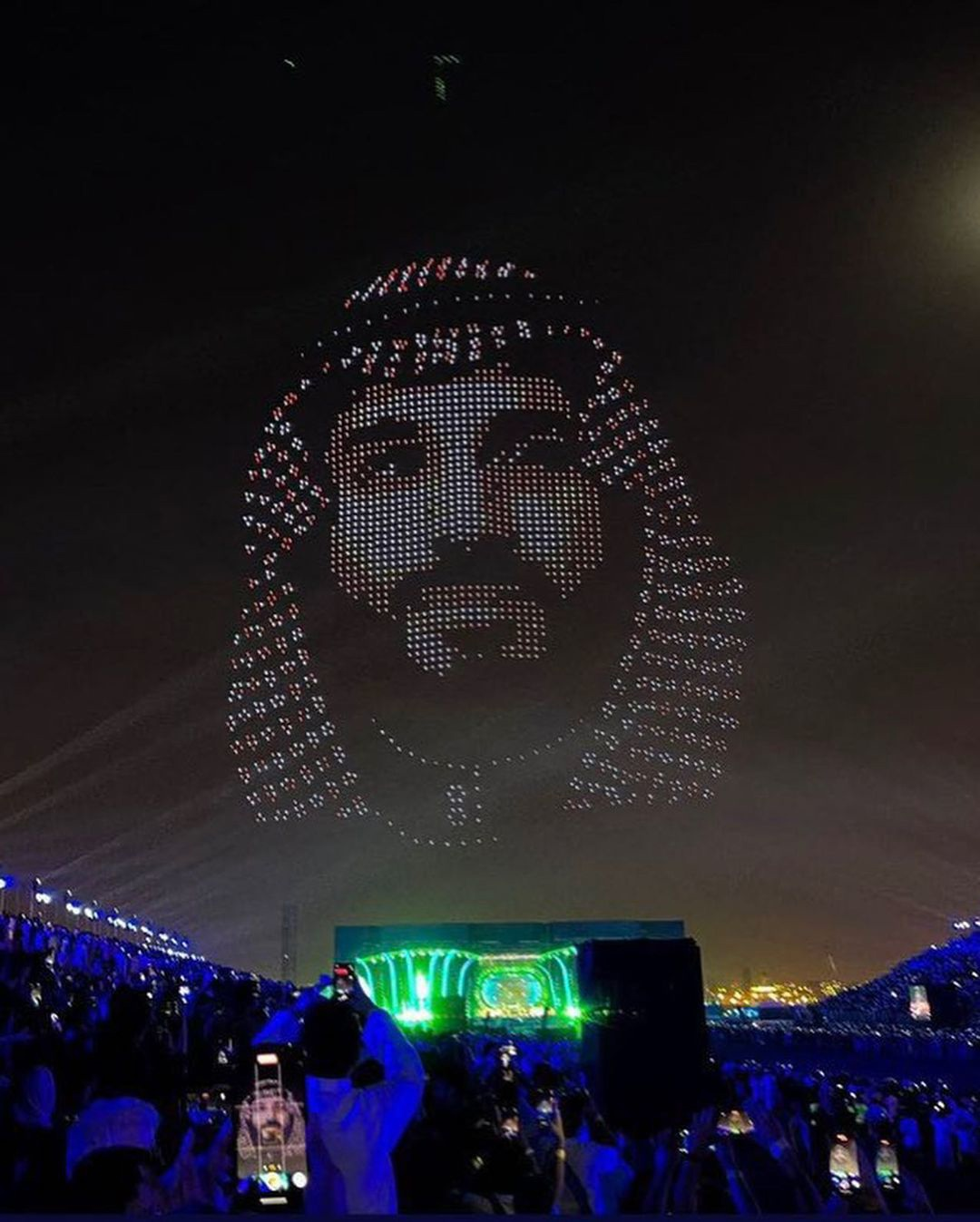
沙特阿拉伯舉行的無人機表演由2,100架無人機組成

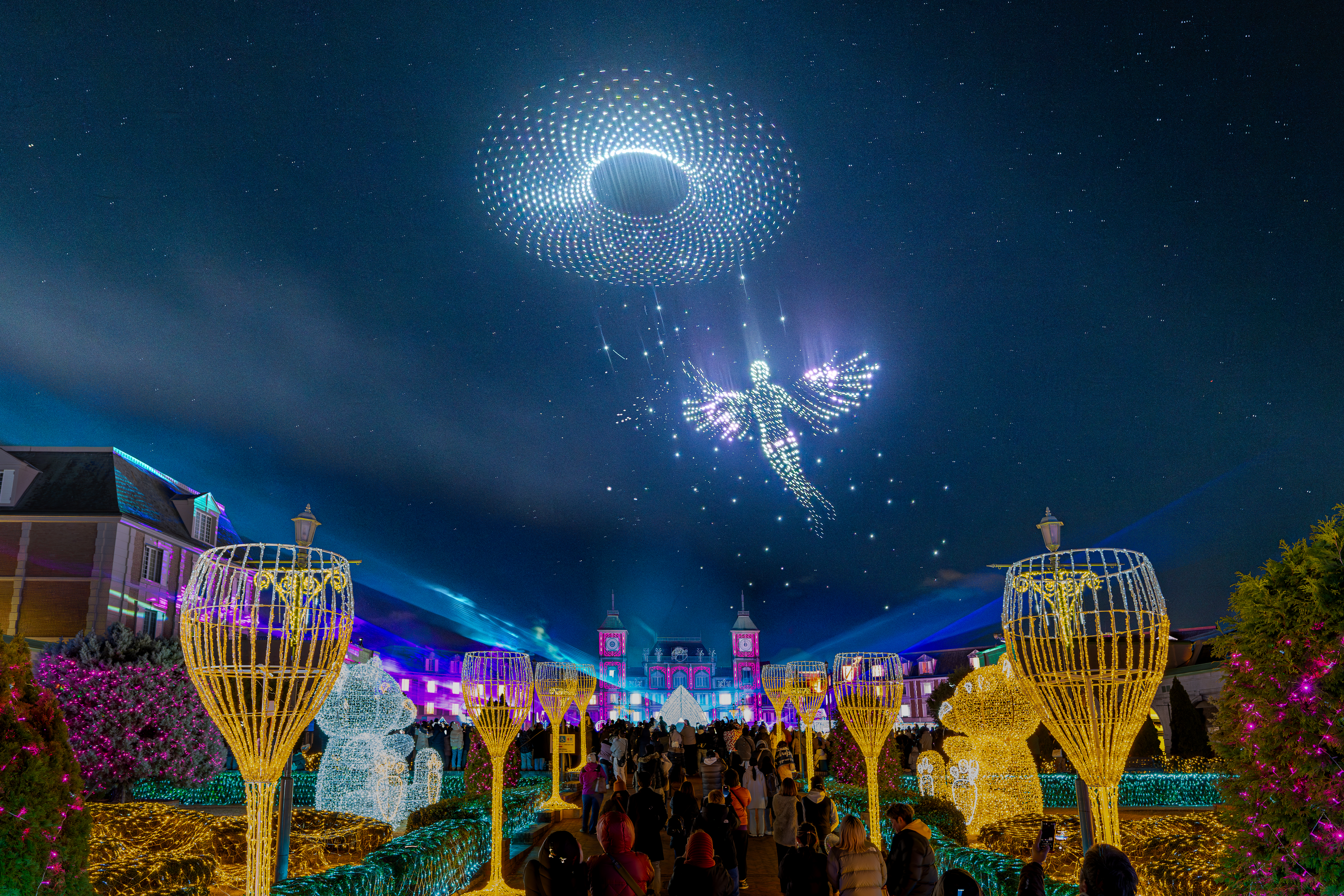
2025年新年在日本神戶市舉行的表演

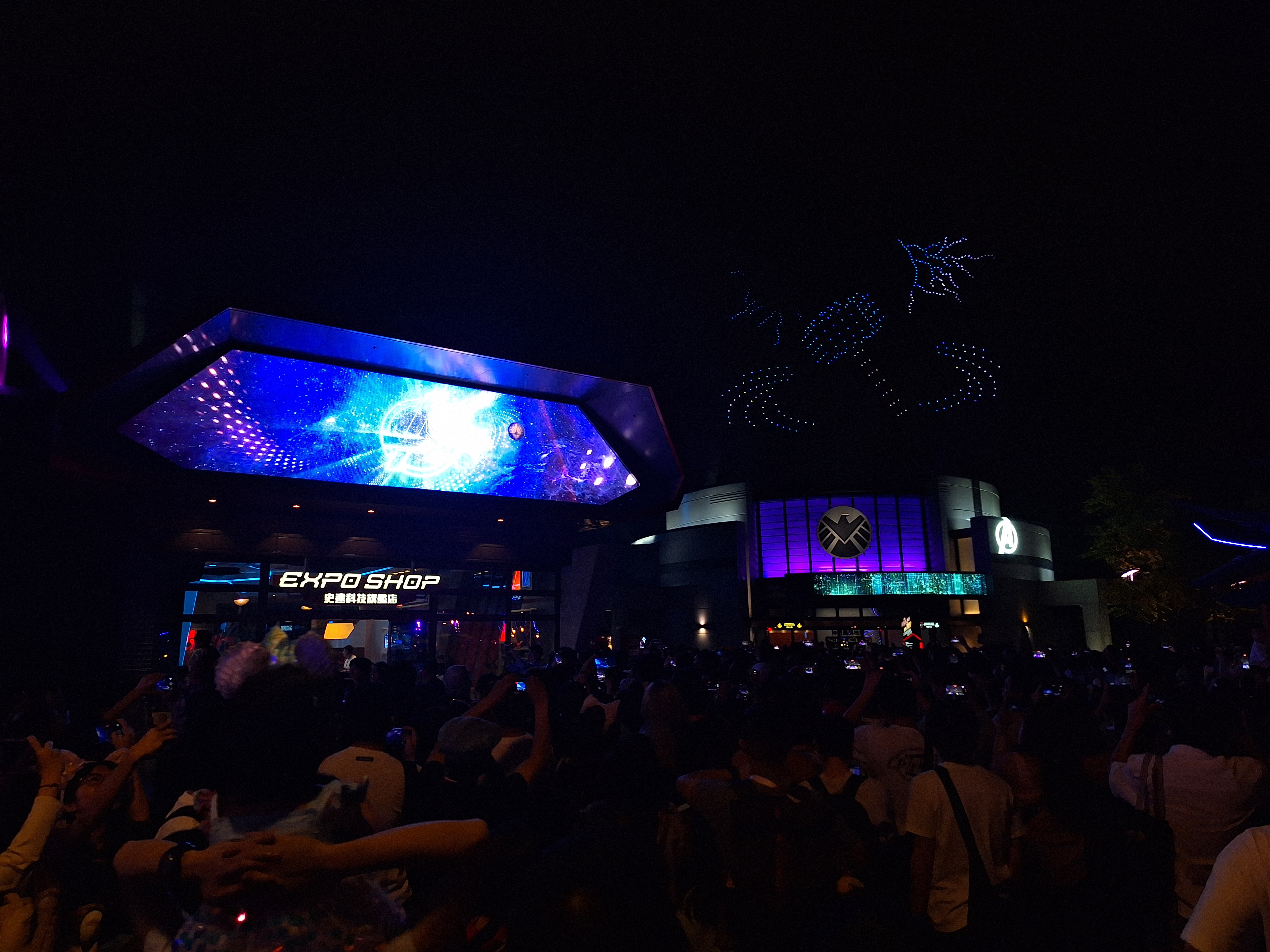
2024年香港迪士尼樂園「超能覺醒：空中反擊戰」無人機表演

無人機表演（英語：Drone display）是一種使用多架無人機組成的夜間燈光表演，參演的無人機的機身上裝有可顯示彩色的LED燈，無人機機群可在電腦程序的控制下，在夜空拼湊出多變的圖案，甚至多到能形成立體與顯示功能的結構，亦成為一種新興的表演藝術在世界風行。因為環保無煙而被認為能迅速取代煙火，不過因為變換陣型需要時間，在演出的實務與節奏編排上，多還是結合多種傳統夜空表演（煙火、雷射燈）的手法使用，形成相輔相成的關係。

## 各地發展

### 奧地利
全球首次公演的無人機表演於2012年9月在奧地利林茲舉行，當時有49架無人機參演。

### 德國
2015年11月由半導體企業英特爾在德國漢堡舉行的無人機表演，首次動用100架無人機並搭配交響樂團，首次使無人機表演成為一種視聽結合的表演藝術。

### 日本
2020年東京奧運會是首個有無人機表演的奧運會開幕式，有1,824架無人機參演。

### 香港
香港的首次無人機表演於2018年6月在沙田城門河上公演，由100架無人機組成。

### 澳門
澳門的首次無人機表演於2022年5月在南灣南灣湖公演，由880架無人機組成。

### 越南
2024年7月，越南芽庄湾竹岛举办了2024年芽庄国际灯光海湾节（也称Ever Glamour Nha Trang (EGN) 2024），韩国、中国、法国、阿联酋四支队伍进行了无人机灯光秀的角逐。
原定于2025年1月28日（农历除夕）在越南河内举行的全球最大烟火无人机表演，因1月26日彩排中发生坠落和起火事故，被宣告临时取消。

## 外部連接
维基共享资源上的相關多媒體資源：無人機表演